# پایگاه نیروی هوایی لاکلند

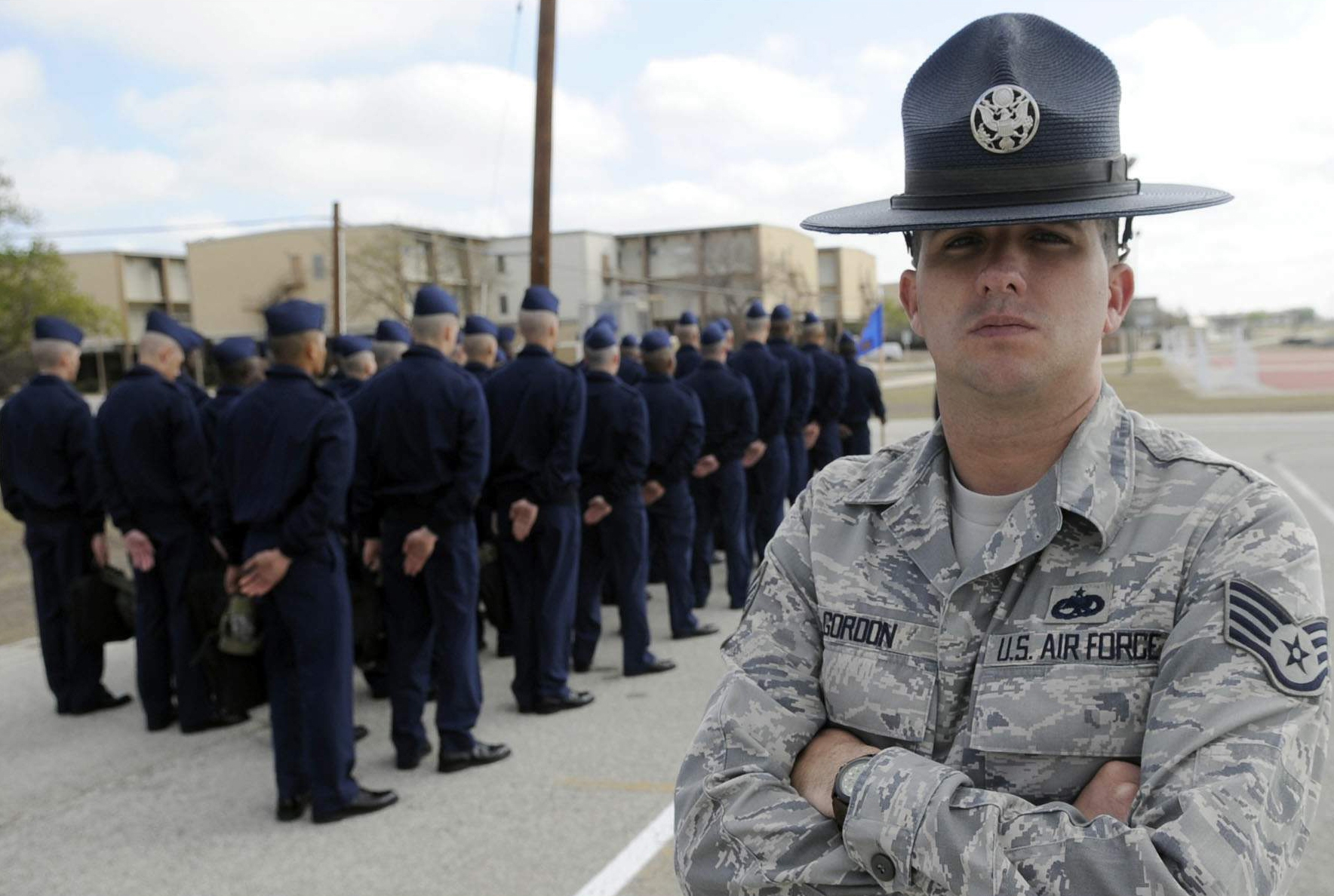

پایگاه نیروی هوایی لاکلند (به انگلیسی: Lackland Air Force Base) واقع در سن آنتونیو در تگزاس از پایگاه‌های بزرگ نیروی هوایی ایالات متحده آمریکاست.
این پایگاه بزرگترین مرکز آموزشی نیروی هوایی آمریکا می‌باشد.

## اقامت شاه ایران
در زمان پهلوی، این پایگاه یکی از مراکز آموزشی نیروی هوایی شاهنشاهی ایران بود. محمدرضاشاه پهلوی به همراه همسرش فرح پهلوی در نوامبر سال ۱۹۷۹ پس از ترک ایران در جریان انقلاب سال ۵۷، در این مکان بمدت ۲ هفته به عنوان میهمان سکونت داشتند، و در دسامبر سال ۱۹۷۹ از آنجا به پاناما رفتند.